# Ааронсон, Скотт
Скотт Джоэл Ааронсон (англ. Scott Joel Aaronson; 21 мая 1981) — специалист в области теории вычислительных машин и систем, преподаватель факультета компьютерных наук Техасского университета в Остине.

## Биография
Получил степень бакалавра теоретической информатики в Корнеллском университете в 2000 году и степень доктора философии в Калифорнийском университете Беркли в 2004 году под руководством Умеша Вазирани.
После защиты докторской диссертации и занятий научной работой в Институте перспективных исследований и Университете Уотерлу, он начал работать в Массачусетском технологическом институте в 2007 году. С 2016 года работает в Техасском университете в Остине на должности штатного профессора.  
Его основная область интересов — квантовые вычисления и теория сложности вычислений.
Является основателем вики Complexity Zoo, которая каталогизирует все классы вычислительной сложности, автором популярного блога Shtetl-Optimized и эссе «Кто может назвать большее число?» (англ. Who Can Name the Bigger Number?). Последняя работа, широко разошедшаяся в академических кругах, использует концепцию чисел усердного бобра в виде, использованном Тибором Радо для демонстрации ограничений вычислимости в педагогической обстановке. Он также преподавал обзорный аспирантский курс «Квантовые вычисления со времён Демокрита» (англ. Quantum Computing Since Democritus), записи для которого доступны в сети Интернет, и который издательство Cambridge University Press планирует выпустить в виде книги, которая должна собрать воедино такие с первого взгляда совершенно различные темы, как квантовая механика, вычислимость, свобода воли, путешествия во времени, антропный принцип и др. Статья Скотта Ааронсона «Ограничения квантовых компьютеров» (англ. The Limits of Quantum Computers) была опубликована в Scientific American, и он был приглашённым докладчиком на конференции Foundational Questions in Science Institute в 2007 г. Ааронсона часто цитируют в неакадемической прессе, как то: Science News, The Age, ZDNet, Slashdot, New Scientist, The New York Times и Forbes.

### Инциденты
Ааронсон был подвергнут вниманию средств массовой информации в октябре 2007 года, когда он обвинил рекламное агентство в плагиате лекции, написанной им на тему квантовой механики, в их рекламе. Он заявил, что реклама Ricoh Australia, созданная агентством Love Communications, находящимся в Сиднее, практически дословно позаимствовала материал лекции. Ааронсон получил от агентства по электронной почте извинительное письмо, в котором они утверждали, что консультация юриста заставила их полагать, что закон об интеллектуальной собственности не будет нарушен. Не будучи удовлетворённым, Ааронсон предпочёл продолжить судебное дело; и агентство, не признавая факта правонарушения, пошло на мировую, пожертвовав деньги двум выбранным Ааронсоном научным организациям.